# 黄绍第
黃紹第（1855年—1914年），字叔颂，号缦庵。浙江瑞安人。

## 生平
光绪十六年（1890年）进士，同年五月，改翰林院庶吉士，光緒十八年五月，散館，授翰林院編修。曾任江南乡试副建乡试正考官。辛亥革命后隐退故里，袁世凯曾召其去北京，黄绍第不理。

## 家族
有子黄曾铭，育有黄宗江、黄宗英二人。女兒黄曾葵嫁給冒廣生。